# Vanilla Air
Vanilla Air (яп. バニラ・エア株式会社, Banira Ea Кабусікі-гайся)(яп. バニラ・エア株式会社 Banira Ea Кабусики-гайся) — колишня японська бюджетна авіакомпанія зі штаб-квартирою в Терміналі 2 міжнародного аеропорту Наріта (Токіо), повністю належить магістрального перевізнику All Nippon Airways. Припинила операції 26 жовтня 2019

## Історія

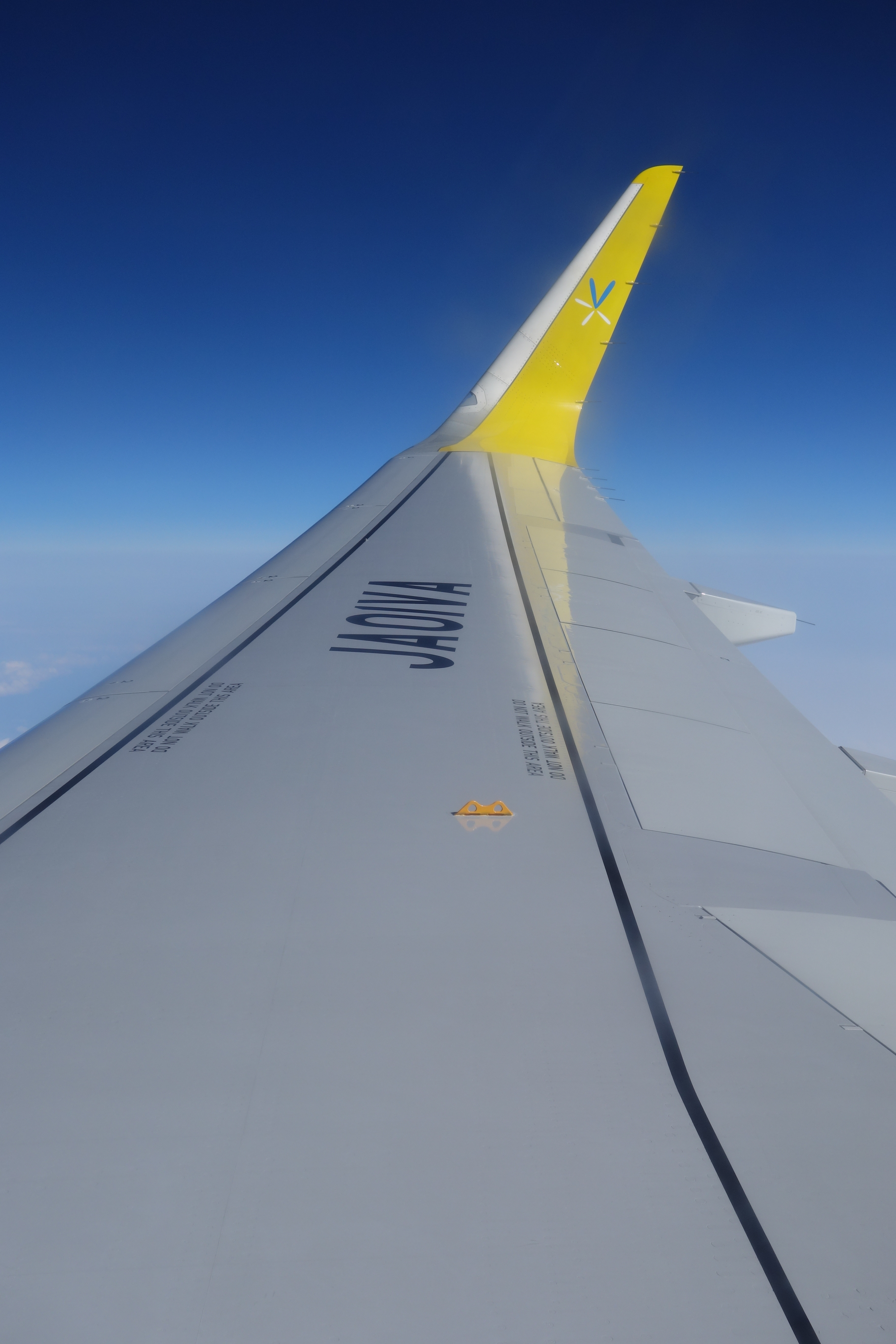
Винглет Airbus A320 авіакомпанії Vanilla Air, 2014 рік

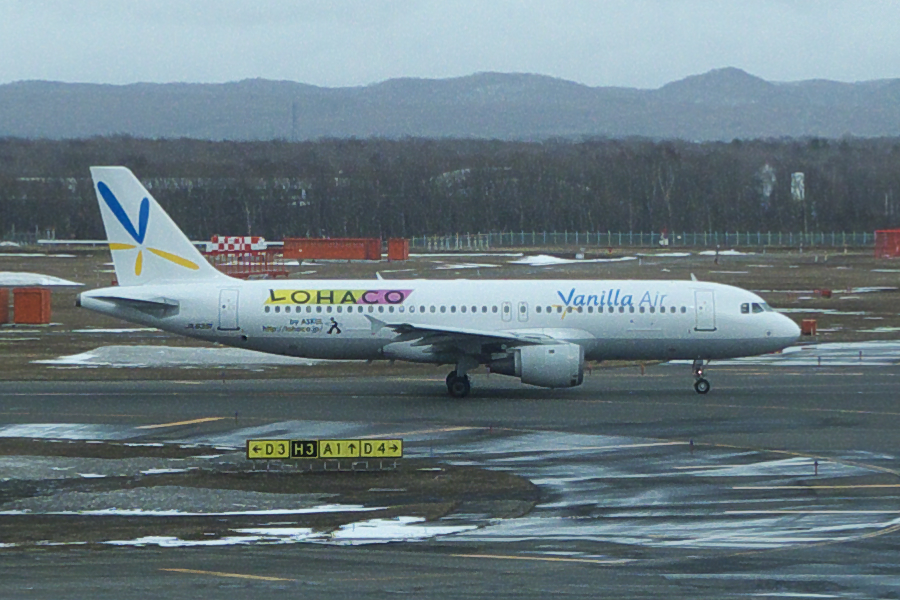
Руління Airbus A320 авіакомпанії Vanilla Air в аеропорту Тітосе Новий (Японія), 2014 рік

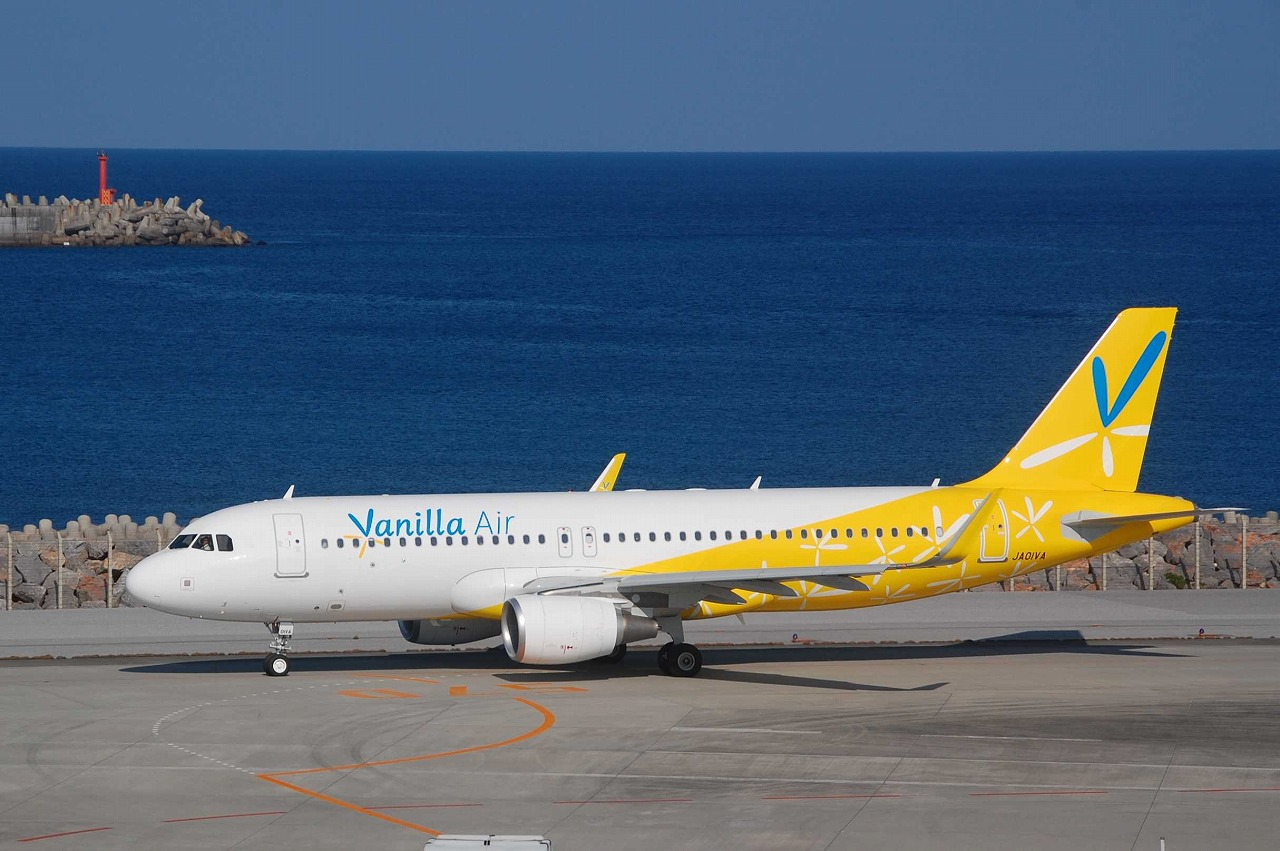
Airbus A320 авіакомпанії Vanilla Air, 2014 рік

У червні 2013 року керівництво авіакомпанії AirAsia ухвалило рішення про зниження частки власності у своєму підрозділі AirAsia Japan, контроль управління в якому перейшло до японської авіакомпанії ANA. У серпні того ж року менеджмент AirAsia Japan оголосив про продовження операційної діяльності перевізника до 26 жовтня 2013 року, після чого згідно з поточними планами авіакомпанія провела повний ребрендинг і 1 листопада змінила свою офіційну назву на Vanilla Air. Оновлений перевізник розпочав роботу на двох літаках Airbus A320, маючи в планах збільшити власний флот до 10 лайнерів до 2015 року. Основною сферою діяльності Vanilla Air стало здійснення пасажирських перевезень за популярними туристичними маршрутами з аеропортів Японії в країни Азіатсько-Тихоокеанського регіону.
Розширення повітряного флоту авіакомпанії, на думку аналітиків ринку, необхідно для більш ефективної конкуренції з аналогічним підрозділом Jetstar Japan інший магістральної авіакомпанії Японії Japan Airlines, так само працює з власного хаба в міжнародному аеропорту Наріта.
20 грудня 2013 року Vanilla Air відкрила перші рейси з Наріти в Окінаву і Тайбей.

## Маршрутна мережа
У травні 2014 року маршрутна мережа авіакомпанії Vanilla Air охоплювала наступні пункти призначення:
 Японія
- Амамі — аеропорт Амамі
- Окінава — аеропорт Наха
- Саппоро — аеропорт Тітосе Новий
- Токіо — міжнародний аеропорт Наріта

 Китайська Республіка
- Тайбей — міжнародний аеропорт Тайвань Таоюань
- Гаосюн — аеропорт Гаосюн

## Флот
У травні 2014 року авіакомпанія Vanilla Air експлуатувала повітряний флот з таких літаків: